# Wilson (Kansas)
Wilson is een plaats (city) in de Amerikaanse staat Kansas, en valt bestuurlijk gezien onder Ellsworth County.

## Demografie
Bij de volkstelling in 2000 werd het aantal inwoners vastgesteld op 799.
In 2006 is het aantal inwoners door het United States Census Bureau geschat op 767, een daling van 32 (-4,0%).

## Geografie
Volgens het United States Census Bureau beslaat de plaats een oppervlakte van
1,4 km², geheel bestaande uit land. Wilson ligt op ongeveer 513 m boven zeeniveau.

## Plaatsen in de nabije omgeving
De onderstaande figuur toont nabijgelegen plaatsen in een straal van 28 km rond Wilson.

## Geboren
- John Kuck (27 april 1905), atleet